# Milorad Čavić
Milorad Čavić, serbisk kyrilliska Милорад Чавић, född 31 maj 1984 i Anaheim, är en USA-född serbisk simmare. Han tog olympiskt silver 2008 på herrarnas 100 meter fjäril.

## Priser och utmärkelser
- Årets idrottsman enligt Serbiens olympiska kommitté (3): 2003, 2008, 2009